# Paria barnesi
Paria barnesi är en skalbaggsart som beskrevs av Wilcox 1957. Paria barnesi ingår i släktet Paria och familjen bladbaggar. Inga underarter finns listade i Catalogue of Life.